# Kašna s Rolandem (Cheb)
Kašna se sochou Rolanda je kamenná kašna ze 16. století, umístěná v horní části náměstí Krále Jiřího z Poděbrad v Chebu.

## Historie
V této části náměstí byla vybudována vůbec první kamenná kašna v Chebu, a to v letech 1481– 82. Zbourána byla v roce 1865. Uprostřed náměstí stála původně dřevěná nádrž, která byla v roce 1523 nahrazena kamennou a v roce 1528 doplněna dřevěnou polychromovanou sochou ozbrojence. Jejím autorem byl malíř Mathes. Socha byla vysvěcena na svatého Martina a vzhledem prý se podobala chebskému truhláři Barthovi, místní jí proto přezdívali Mart-Barth-Tischler. V roce 1591 pak byla dřevěná socha nahrazena kamennou sochou ozbrojeného landsknechta od sochaře Wolfa Henffa. Socha je označována jako rytíř Roland, někdy také přezdívána Wastl.
Od roku 1958 je kašna se sochou chráněna jako kulturní památka. V roce 1966 byla socha restaurována sochařem Jožkou Antkem a v roce 1981 (1985) pak sňata a uložena do mázhausu Chebského muzea. Na kašnu byla instalována pískovcová kopie od akademického sochaře Jiřího Živného.

## Popis
Kašna je polygonální, s hladkými stěnami a vysazenou římsou. Uprostřed je hranolový pilíř, na němž je osazena socha rytíře. Postava je v podživotní velikosti, v pravé ruce drží kopí a levou se opírá o štít s městským znakem Chebu.